# Municipio de Preston (condado de Jasper)
El municipio de Preston (en inglés: Preston Township) es un municipio ubicado en el condado de Jasper en el estado estadounidense de Misuri. En el año 2010 tenía una población de 1446 habitantes y una densidad poblacional de 13,56 personas por km².

## Geografía
El municipio de Preston se encuentra ubicado en las coordenadas 37°18′18″N 94°20′57″O / 37.30500, -94.34917. Según la Oficina del Censo de los Estados Unidos, el municipio tiene una superficie total de 106.67 km², de la cual 106,17 km² corresponden a tierra firme y (0,48 %) 0,51 km² es agua.

## Demografía
Según el censo de 2010, había 1446 personas residiendo en el municipio de Preston. La densidad de población era de 13,56 hab./km². De los 1446 habitantes, el municipio de Preston estaba compuesto por el 96,54 % blancos, el 0,28 % eran afroamericanos, el 0,41 % eran amerindios, el 0,35 % eran asiáticos, el 0,62 % eran de otras razas y el 1,8 % eran de una mezcla de razas. Del total de la población el 1,31 % eran hispanos o latinos de cualquier raza.